# Susan Dunklee

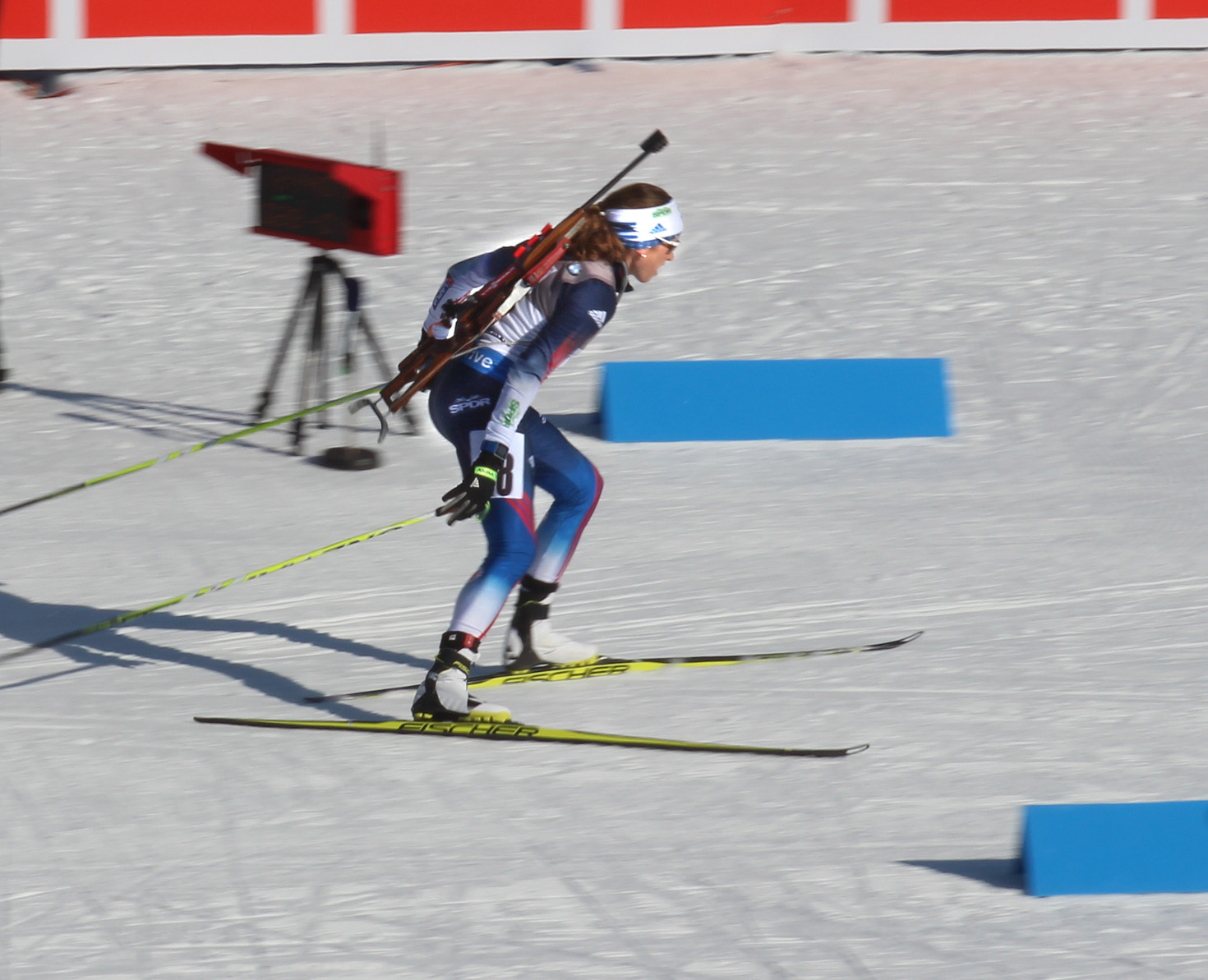
Susan Dunklee, Nové Město 2015

Susan Dunklee, född 13 februari 1986 i Barton, är en amerikansk skidskytt som tävlat i sporten sedan år 2008. Hennes bästa resultat hittills kom under världsmästerskapen i skidskytte 2012. På distansloppet den 7 mars 2012 slutade hon på en femte plats, 7 sekunder från en medalj. Hennes hittills bästa resultat i världscupen i skidskytte kom även den år 2012, då hon i Antholz slutade på en 17:e plats i sprinten.